# Jenningsbreen
Der Jenningsbreen ist ein 16 km langer Gletscher im ostantarktischen Königin-Maud-Land. Im Gebirge Sør Rondane fließt er vom Lunckeryggen in nördlicher Richtung.
Norwegische Kartografen kartierten ihn 1957 anhand von Luftaufnahmen, die bei der US-amerikanischen Operation Highjump (1946–1947) entstanden waren. Sie benannten den Gletscher nach Leutnant James C. Jennings von der United States Navy, Kopilot und Navigator bei den Flügen der Operation Highjump zur Erstellung von Luftaufnahmen zwischen 14° und 164° östlicher Länge.